# Tadeusz Jelski
Tadeusz Jelski (ur. 14 sierpnia 1941 w Leszczanach) – polski działacz partyjny i państwowy, były I sekretarz Komitetu Miejskiego PZPR w Bartoszycach, w latach 1986–1989 I sekretarz Komitetu Wojewódzkiego PZPR w Olsztynie.

## Życiorys
Syn Józefa i Zofii. Absolwent Wyższej Szkoły Nauk Społecznych przy KC PZPR (1978). Od 1960 do 1961 pracował jako górnik w KWK Knurów, od 1963 do 1967 starszy instruktor w zarządzie powiatowym Ligi Obrony Kraju w Bartoszycach.
W latach 1963–1970 członek Związku Młodzieży Socjalistycznej, od 1967 kierował jego zarządem powiatowym w Bartoszycach. W 1965 wstąpił do Polskiej Zjednoczonej Partii Robotniczej. Od 1971 związany z Komitetem Powiatowym PZPR w Bartoszycach, w którym m.in. kierował Powiatowym Ośrodkiem Pracy Partyjnej. W latach 1978–1981 I sekretarz Komitetu Miejskiego partii w tym mieście. Od 1979 do 1981 był zastępcą członka Komitetu Centralnego PZPR, jednocześnie kierował Miejską Radą Narodową w Bartoszycach. Od 1981 zajmował stanowiska sekretarza ds. propagandy i organizacyjnych Komitetu Wojewódzkiego w Olsztynie. Od 11 października 1986 do października 1989 pełnił funkcję I sekretarza KW PZPR w Olsztynie (odszedł z niej po złożeniu rezygnacji). Zajmował także stanowiska przewodniczącego zarządu wojewódzkiego Towarzystwa Przyjaźni Polsko-Radzieckiej i zastępcy przewodniczącego Rady Wojewódzkiej Patriotycznego Ruchu Odrodzenia Narodowego; należał również do ORMO.